# エス・エム・エス
株式会社エス・エム・エス（英: SMS CO.,LTD.）は、東京都港区に本社を置く日本の企業。
東京証券取引所プライム市場上場。

## 概要
2003年に諸藤周平、田口茂樹らによって創業された。
介護・医療・キャリア・ヘルスケア/シニアライフ分野で多種多様な情報サービスを開発・運営し、アジア・オセアニア13カ国で事業を展開している。

## 沿革
- 2003年（平成15年）4月 - 株式会社エス・エム・エス設立。ケアマネジャー向け人材紹介サービスの運営開始。
- 2005年（平成17年）10月 - コミュニティサービスの運営開始。
- 2008年（平成20年）3月 - 東京証券取引所マザーズ市場上場[4]。
- 2011年（平成23年）12月 - 東京証券取引所1部へ市場変更[5]。
- 2013年（平成25年）2月 – 介護事業者向けサービス「カイポケ」の経営支援サービスへのリニューアル。
- 2015年（平成27年）10月 – アジア・オセアニア13カ国で医薬情報サービス事業を展開するMIMSグループの買収[6]。
- 2016年（平成28年）12月 - 海外市場における新株式発行及び自己株処分により約70億円を調達、資本金を21億5,304万円に増資。
- 2017年（平成29年）6月 - マレーシアの看護師人材紹介会社「Melorita Consultants Sdn. Bhd.」を子会社化
- 2017年（平成29年）7月 - 介護関連の資格取得スクール業を運営する「株式会社ツヴァイク」と「株式会社ワークアンビシャス」を子会社化。
- 2017年（平成29年）11月 - 柔道整復師・あはき師・セラピスト向けにキャリア関連サービスを提供している「株式会社ウィルワン」を子会社化。

## 主なサービス

### 介護分野
- カイポケ - 介護事業者向け経営支援
- かいごDB - 高齢者住宅情報
- ケアマネドットコム - ケアマネジャー向けコミュニティ
- けあとも - 介護職向けコミュニティ
- となりの介護 - 介護事業所に関する口コミ情報
- 介護マスト - 介護事業所経営者・管理者向けコミュニティ
- 安心介護 - 介護をする家族向けコミュニティ
- らいふーど - 高齢者向け食事宅配検索
- ハピすむ - リフォームマッチング支援
- デイサービスナビ - 高齢者デイサービス情報

### 医療分野
- ナース専科 - 看護師看護学生向けコミュニティ雑誌書籍
- ナースプレス - 看護師向け学術ウェブメディア
- PURE NURSE - 看護師向け通販
- ココヤク - 薬剤師向けコミュニティ
- じむコム - 病院事務長向け経営情報
- ガレノス - 病院経営者向け経営情報
- 訪問薬局ナビ - 在宅訪問対応薬局情報
- 訪問看護ステーションナビ - 訪問看護ステーション情報

### キャリア分野
- カイゴジョブパートナーズ - 介護職向け人材派遣/紹介予定派遣）
- カイゴジョブエージェント - 介護職向け人材紹介
- ケア人材バンク - ケアマネジャー向け人材紹介
- PT/OT人材バンク - 理学療法士作業療法士言語聴覚士向け人材紹介
- ナース人材バンク - 看護師向け人材紹介
- 検査技師人材バンク - 臨床検査技師向け人材紹介
- 放射線技師人材バンク - 放射線技師向け人材紹介
- 工学技士人材バンク - 臨床工学技士向け人材紹介
- 栄養士人材バンク - 栄養士向け人材紹介
- M3キャリアエージェント[注釈 1] - 医師向け人材紹介
- 薬キャリエージェント[注釈 2] - 薬剤師向け人材紹介
- ナース専科 求人ナビ - 看護師向け求人情報
- ナース専科 就職ナビ - 看護学生向け求人情報
- カイゴジョブ - 介護職向け求人情報
- カイゴジョブ学生版 - 介護学生向け求人情報
- 看護奨学金ナビ - 高校生看護学生向け奨学金情報
- 組織人材ソリューション
- カイゴジョブアカデミー - 介護教育スクール
- シカトル - 資格講座情報資料請求
- ウィルワン(治療家向け人材紹介)
- ジョブノート - 治療家向け求人情報

### ヘルスケアシニアライフ分野
- 認知症ねっと - 認知症情報ポータル
- 糖尿病ねっと - 糖尿病情報ポータル
- なるカラ - 健康に関するQ&A
- エイチエ - 栄養士向けコミュニティ
- 予防ソリューション - 生活習慣病の早期発見予防事業

### 海外
- MIMS - 医療従事者事業者向け医薬情報サービス

### 葬祭分野
- 安心葬儀 - 高齢者向け葬儀社情報検索サイト

## 関連企業
- 株式会社エスエムエスキャリア - 介護医療分野における人材紹介、求人情報サービスを国内13拠点で展開
- 株式会社エスエムエスフィナンシャルサービス - ファクタリング事業損害保険代理業を展開
- 株式会社エスエムエスサポートサービス - エスエムエスグループの各種コールセンター業務を担当
- エムスリーキャリア株式会社[注釈 3] - 医療分野における人材紹介、求人情報を展開
- MIMS グループ - 医療ヘルスケア分野におけるファーママーケティング事業、ヘルスケアデータ事業を展開
- SENIOR MARKETING SYSTEM ASIA PTE. LTD. - 海外事業の統括、海外の事業会社等に対する投資、シンガポールでの高齢社会関連情報インフラに関する事業開発等
- Senior Marketing System Korea Co,.Ltd. - 看護師向けコミュニティサイト、求人情報サービス等を展開
- SENIOR MARKETING SYSTEM SDN.BHD. - マレーシアでの高齢社会関連情報インフラに関する事業開発等
- Melorita Consultants Sdn. Bhd. - マレーシア等で看護師の人材紹介サービスを展開
- PT. SENIOR MARKETING SYSTEM INDONESIA - インドネシアでの高齢社会関連情報インフラに関する事業開発等
- PT. MEETDOCTOR - 患者向け医師Q&Aサイト等を展開
- SMS PHILIPPINES HEALTHCARE SOLUTIONS INC. - フィリピンでの高齢社会関連情報インフラに関する事業開発等